# مايومي أزوما
مايومي أزوما (باليابانية: 東まゆみ؛ بالكانا: あずま まゆみ) هي مانغاكا ورسامة توضيحية يابانية، ولدت في 24 أبريل 1975 في طوكيو في اليابان.

## وصلات خارجية
- مايومي أزوما على موقع ANN person (الإنجليزية)

- الموقع الرسمي